# Geographisch-Ethnographische Gesellschaft Zürich
Der 1899 als Geographisch-Ethnographische Gesellschaft Zürich (GEGZ) gegründete Verein wurde im Zuge der Hauptversammlung am 22. Januar 2020 in Geographie Alumni UZH umbenannt. Die Gesellschaft ist nun Mitglied bei UZH Alumni, der Dachorganisation der Ehemaligenvereine aller Fakultäten und Fachrichtungen der Universität Zürich.
Die Geographie Alumni UZH sieht sich selbst als Bindeglied zwischen Hochschule, Schule und Öffentlichkeit. Mit Fachvorträgen, Exkursionen, sowie dem Zugang zu aktuellen Publikationen und finanzieller Förderung tritt die Gesellschaft nach aussen.

## Geschichte
Die erste Wurzel der heutigen Gesellschaft lässt sich auf die Gründung der Ethnographischen Gesellschaft Zürich im Jahre 1887 zurückführen und die zweite Wurzel auf die Gründung der Geographischen Gesellschaft im Herbst 1897. Im April 1899 wurden schliesslich die beiden Gesellschaften zur Geographisch-Ethnographischen Gesellschaft vereinigt.
Seit der Hauptversammlung vom 22. Januar 2020 heisst die GEGZ neu Geographie Alumni UZH und ist Mitgliedsverein von UZH Alumni, der Dachorganisation der Ehemaligenvereine aller Fakultäten und Fachrichtungen der Universität Zürich.